# Dunaika, Skvîra
Dunaika (în ucraineană Дунайка) este un sat în comuna Rohizna din raionul Skvîra, regiunea Kiev, Ucraina.

## Demografie
Componența lingvistică a localității Dunaika
     Ucraineană (100%)
Conform recensământului din 2001, toată populația localității Dunaika era vorbitoare de ucraineană (100%).